# Communist Party of Nigeria
Die Communist Party of Nigeria (deutsch: Kommunistische Partei Nigerias, CPN) ist eine kommunistische Partei in Nigeria.

## Geschichte der alten Partei
Sie wurde im November 1960 in Kano gegründet, überwiegend von Kadern des Nigerianischen Jugendkongresses. Ursprünglich wurde die Partei politisch von der Communist Party of Great Britain inspiriert. Allerdings basierte ihre Parteiverfassung auf der Parteiverfassung der Kommunistischen Partei Chinas von 1945.
Wie auch immer, die Partei blieb relativ isoliert von den internationalen Beziehungen zwischen der Sowjetunion und China, und hatte aus Gründen der Neutralität weder mit der Kommunistischen Partei der Sowjetunion noch mit der chinesischen Partei KPCh enge Verbindungen. Als die Socialist Workers and Farmers Party of Nigeria im Jahre 1963 formiert wurde, verurteilte die CPN die Gründung als „den jüngsten Versuch in einer langen Reihe von opportunistischen und egoistischen Handlungen, die viel dazu beigetragen haben, die sozialistische Bewegung in Nigeria zu beeinträchtigen“.
Die Communist Party of Nigeria wurde im Jahre 1966 durch das Dekret 34 des Regimes von General Johnson Aguiyi-Ironsi verboten.

## Geschichte der neuen Partei
Im Jahre 2002, nach dem Ende der Militärherrschaft, wurde die Communist Party of Nigeria neugegründet.